# Карело-Фінська Радянська Соціалістична Республіка
Карело-Фінська Радянська Соціалістична Республіка (фін. Karjalais-suomalainen sosialistinen neuvostotasavalta, рос. Каре́ло-Фи́нская Сове́тская Социалисти́ческая Респу́блика) — одна з шістнадцяти республік СРСР від 1940 до 1956 р.
1956 року перетворена на Карельську Автономну РСР.

## Створення
Після завершення Радянсько-фінської війни та підписання Московського мирного договору, 31 березня 1940 року на VI сесії Верховної Ради СРСР був прийнятий закон про передачу Карельській Автономній Радянській Соціалістичній Республіці територій, окупованих Радянським Союзом (Карельського перешийка та Північного Приладожжя), а також про перетворення КАРСР у Карело-Фінську РСР. Столицею КФРСР залишилося місто Петрозаводськ.
На думку деяких істориків, КФРСР становила загрозу для Фінляндії, бо могла бути потенційним «заділом» для її приєднання до СРСР, подібно як Молдавська АРСР посприяла приєднанню Бессарабії, а наявність у складі СРСР національних республік БРСР і УРСР стала причиною для приєднання Західної Білорусі і Західної України. На користь цієї теорії говорить те, що раніше, 1 грудня 1939 на території СРСР було проголошено т. зв. Народний Уряд Фінляндської Демократичної Республіки з фінських комуністів на чолі з О. Куусіненом, який згодом очолив КФРСР.
Після цього Мурманська область існувала як напіванклав РРФСР, не сполучений з іншою її територією (таким чином, у складі РРФСР стали 2 напіванклави — Мурманська область і Кримська АРСР), подібно до того, як до 1938 року Мурманський округ був ексклавом Ленінградської області, не сполучений з рештою території області.
В ході радянсько-фінської війни 1941—1944 рр. значна частина Карело-Фінської РСР (включаючи території, що раніше не належали Фінляндії), була зайнята фінською армією і частинами німецького вермахту. В цей час столицею республіки був Бєломорськ, який не змогли узяти фіни. Фінські війська розгромлено в Карелії влітку 1944 в результаті Виборзько-Петрозаводської операції.
У 1944 році в рамках загальносоюзної адміністративної реформи Виборзький і Кексгольмський (Приозерський) райони були передані зі складу КФРСР до складу РРФСР і увійшли до Ленінградської області.

## Національний склад

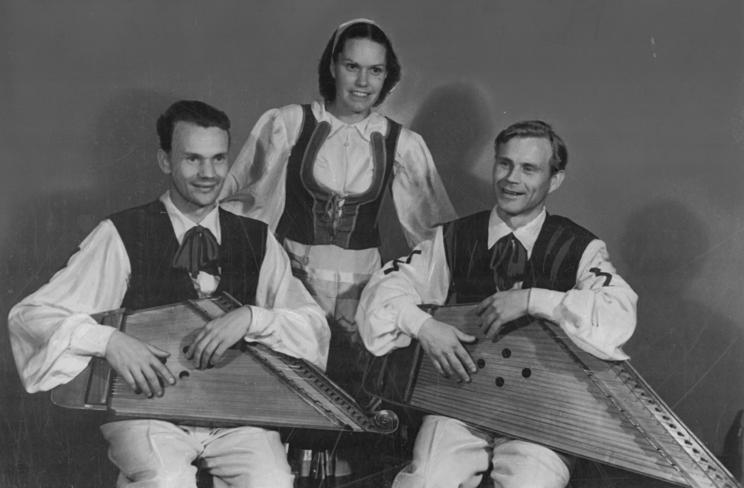
Співачка Люся Теппонен, гравці на кантеле Тойво Вайнонен і Максим Гаврилов представляють КФРСР на Другому Міжнародному фестивалі молоді і студентів в Будапешті (1949 р.)

«Титульне» карельське і фінське населення, на відміну від інших радянських республік, було національною меншиною протягом всього часу існування республіки. На 1939 р., ще до радянсько-фінської війни і приєднання Карельського перешийка і Приладожжя, частка прибалтійсько-фінського населення (карелів, фінів і вепсів) в Карельській АРСР становила 27 %, а згідно з переписом 1959 р., проведеним уже після скасування республіки, вона знизилася до 18,3 %. Фінське і карельське населення приєднаних в 1940 р. західних земель Карелії (понад 400 тис. осіб), завчасно евакуювалося в центральні райони Фінляндії, і, повернувшись в 1941—1942 рр. в ході радянсько-фінської війни 1941—1944 рр., остаточно покинуло Карелію в 1944 р., поступившись місцем переселенцям з різних районів СРСР. У зв'язку з цим у той час ходив жарт, що «в Карело-Фінській республіці всього два фіни: ФІНінспектор і ФІНкельштейн, і взагалі це одна і та ж людина».

## Територіальний поділ
- Біломорський район (м. Біломорськ)
- Ведлозерський район (с. Ведлозеро)
- Виборзький район (м. Виборг) — липень 1940—листопад 1944
- Заонезький район (с. Шуньґа)
- Калевали (Калевальський) район (с. Калевала)
- Кексґольмський (Кякісалмський) район (м. Кексґольм) — липень 1940 — листопад 1944
- Кемський район (м. Кем)
- Кестеньзький район (с. Кестеньґа)
- Кондопозький район (м. Кондопога)
- Куркійокський район (с. Куркійокі, м. Лахденпохья) — з липня 1940
- Лоухський район (с. Лоухі)
- Медвежогорський район (м. Медвеж'єгорськ)
- Олонецький район (с. Олонець)
- Петровський район (с. Спаська Губа)
- Петрозаводський округ (м. Петрозаводськ) — серпень 1952 — квітень 1954
- Піткярантський район (м. Піткяранта) — з липня 1940
- Прионезький район (с. Ладва)
- Пряжинський район (с. Пряжа)
- Пудозький район (с. Пудож)
- Ребольський район (с. Реболи) — до 1948
- Ругозерський район (с. Ругозеро)
- Сегезький округ (м. Сегежа) — серпень 1952 — квітень 1954
- Сегезький район (м. Сегежа) — 1945 — серпень 1952; з квітня 1954
- Сегозерський район (с. Падани)
- Сортавальський (Сердобольський) район (м. Сортавала (Сердоболь)) — з липня 1940
- Суоярвський район (м. Суоярві) — з липня 1940
- Тунгудський район (с. Лехта)
- Шелтозерський район (с. Шелтозеро)
- Яскинський район (с. Яскі) — липень 1940 — листопад 1944

## Скасування
16 липня 1956 КФРСР була знов знижена в статусі до АРСР і повернена до складу РРФСР. При цьому з її назви було прибрано слово «фінська» (Карельська АРСР).
В період існування Карело-Фінської РСР, після входження в Союз прибалтійських республік і Молдови на гербі СРСР зображалося 16 стрічок з девізом «Пролетарі всіх країн, єднайтеся!». Після скасування КФРСР в 1956 стрічок стало 15; це стало останньою зміною герба Союзу до його розпаду. Символом втраченого союзного статусу Карело-Фінської РСР залишається скульптура «карело-фінки» на московській ВДНГ, яка й нині розміщена на центральному фонтані «Дружба народів» нарівні з 15 іншими фігурами жінок-націоналок.

## Лідери КФРСР

### Керівники карело-фінської комуністичної партії, КФ КП(б)
- Геннадій Купріянов (1940—1950)
- Юрій Андропов (1947—1951), II секретар ЦК Комуністичної партії Карело-Фінської РСР
- Олександр Кондаков (1950)
- Олександр Єгоров (1950—1955)
- Леонід Лубенников (1955—1956)

### Голови Президії Верховної Ради
- Марк Горбачов (1940)
- Отто Куусінен (1940—1956)

### Голови Ради Міністрів (до1946року— Ради Народних Комісарів)
- Павло Прокконен (1940—1947, 1950—1956)
- Вольдемар Віролайнен (1947—1950)